# Handelszentrum (Kiew)
Das Handelszentrum (ukrainisch Будинок Торгівлі, russisch Дом торговли, in beiden Sprachen Handelshaus) ist ein Hochhaus in der ukrainischen Hauptstadt Kiew. Das am Lemberger Platz gelegene Gebäude war mit einer Höhe von 93,7 Metern bis 1986 das höchste Gebäude Kiews und das zweithöchste der Ukraine. Es prägte das Stadtbild und gilt als herausragendes Beispiel der Architektur der zweiten sowjetischen Moderne.

## Baugeschichte
Das Projekt wurde im Jahr 1967 entwickelt. Architekt war Walentin Iwanowitsch Jeschow unter Mitwirkung von Boris Sabranski und Anatolіj Snizarew. Die Grundsteinlegung fand 1968 statt. Die bis dahin den Platz prägende Wohnbebauung aus den 1850er Jahren wurden abgerissen.
Die eigentlichen Bauarbeiten begannen jedoch erst 1977. Fertiggestellt wurde der Gebäudekomplex 1982. Die Inneneinrichtung stammt von Irma Karakis.
Von 1999 bis 2002 wurde das Gebäude rekonstruiert.

## Architektur
Der Gebäudekomplex besteht aus einem Hochhaus und einem Flachbau, die konstruktiv und formal ein Ganzes bilden. Das Hochhaus baut auf einem Raster von 6 × 6 Metern auf, der Flachbau auf einem Raster von 6 × 9 m. Das Hochhaus hat eine vorgehängte Glas-Aluminium-Fassade.

## Nutzung
Ursprünglich war im Hochhaus das Handelsministerium der Ukrainischen Sozialistischen Sowjetrepublik untergebracht, während der Flachbau Lebensmittel- und Textilgeschäfte sowie Ausstellungsräume, Restaurants und Cafés beherbergte.
Seit dem Umbau 2002 wird das Gebäude von verschiedenen Stellen der ukrainischen Verwaltung, unter anderem von der Finanzverwaltung, genutzt. Im Flachbau befindet sich ein Einkaufszentrum.